# Архиепархия Бамберга
Архиепархия Бамберга  (лат. Archidioecesis Bambergensis) — архиепархия Римско-Католической церкви с центром в городе Бамберг, Германия. В митрополию Бамберга входят епархии Айхштета, Вюрцбурга, Шпайера. Кафедральным собором архиепархии Бамберга является церковь святого Петра и Георгия.

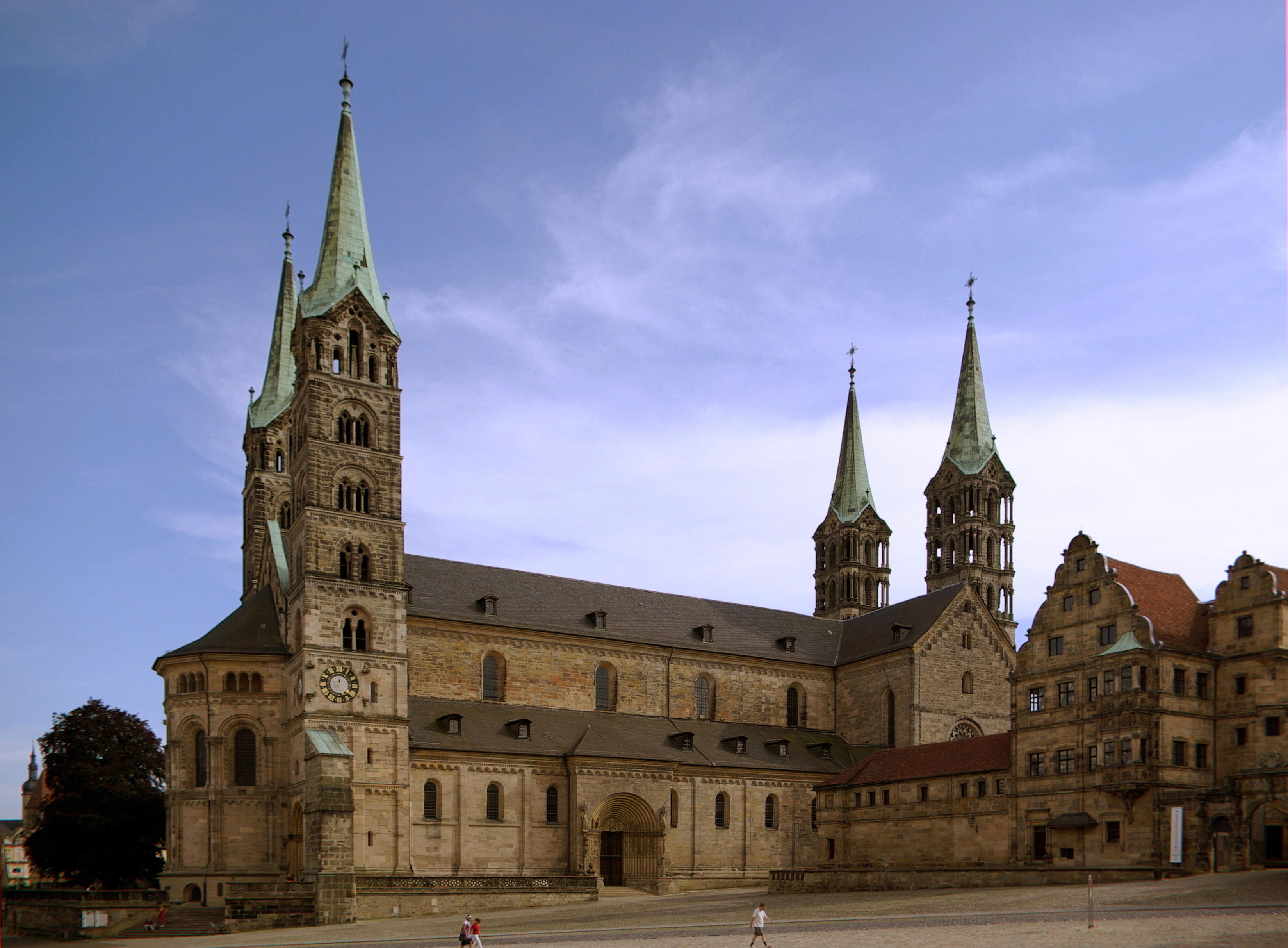
Собор святого Петра и Георгия, Бамберг, Германия

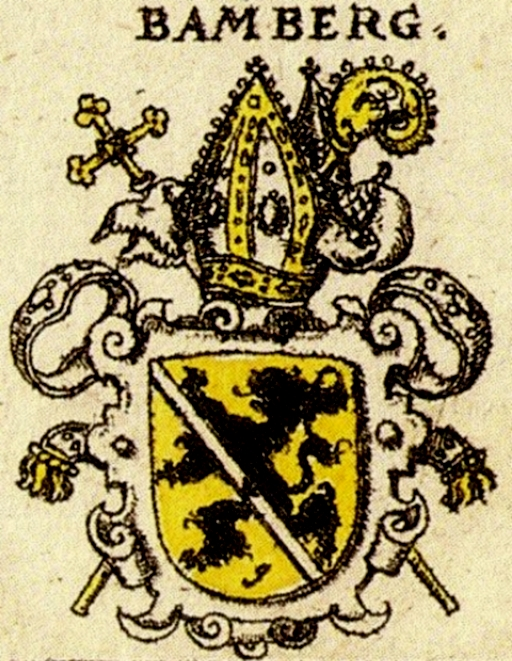
Герб князей-епископов Бамберга

## История
1 ноября 1007 года Святой Престол учредил епархию Бамберга, выделив её из епархий Айхштета и Вюрцбурга.
В средние века епископ Бамберга был главой церковного княжества, которое после германской медиатизации в 1803 году вошло в Королевство Баварии.
1 апреля 1818 года Римский папа Пий VII издал буллу «Dei ac Domini Nostri», которой возвёл в ранг архиепархии.

## Ординарии епархии

### 1007—1803 гг.
| - Эберхард I 1007—1040 - Суитгер Шидгер-Морслебен-Горнбург 1040—1046 — избран Римским папой под именем Климента II - Хартвиг фон Боген 1047—1053 - Адальберт Каринтийский 1053—1057 - Гюнтер 1057—1065 - Герман I фон Формбах 1065—1075 - Рупрехт 1075—1102 - святой Отто I Бамбергский 1102—1139 - Эгильберт 1139—1146 - Эберхард II фон Отелинген 1146—1170 - Герман II фон Аурах 1170—1177 - Отто II фон Андекс 1177—1196 - Тимо фон Лискирх 1196—1201 - Конрад фон Эгерсхайм 1202—1203 - Экберт фон Андекс 1203—1231 - Зигфрид фон Эттинген 1231—1238 - Поппо фон Андекс 1238—1242 - Генрих I фон Бильферсхайм 1242—1257 - Владислав Силезский 1257 - Бертольд фон Ляйнинген 1257—1285 - Мангольд фон Нойенбург 1285 (епископ Вюрцбурга 1287-1303) - Арнольд фон Сольмс 1286-1296 - Леопольд I фон Грюндлах 1296-1303 - Вульфинг фон Штубенберг 1304-1318 - Ульрих фон Шлюссельберг 1319 - Конрад фон Гих 1319—1322 - Иоганн Вульфинг фон Шлаккенверт 1322-1324 - Генрих II фон Штернберг 1324-1328 - Вернто Шенк фон Райхенек 1328-1335 - Леопольд II фон Эглофштайн 1335-1343 - Фридрих I фон Гогенлоэ 1344-1352 - Леопольд III фон Бебенбург 1353—1363 - Фридрих II фон Труэндинген 1363—1366 | - Людвиг фон Мейсен 1366—1374 - Лампрехт фон Брунн 1374—1399 - Альбрехт фон Вертхайм 1399—1421 - Фридрих III фон Ауфсес 1421—1431 - Антон фон Ротенхан 1431—1459 - Георг I фон Шаумберг 1459—1475 - Филипп фон Хеннеберг 1475—1487 - Генрих III Грос фон Троккау 1487—1501 - Файт I Трухзес фон Поммерсфельден 1501—1503 - Георг II Маршальк фон Эбнет 1503—1505 - Георг III Шенк фон Лимпург 1505—1522 - Вайганд фон Редвиц 1522—1556 - Георг IV фон Ругхайм 1556—1561 - Файт II фон Вюрцбург 1561—1577 - Иоганн Георг I Цобель фон Гибельштадт 1577—1580 - Мартин фон Эйб 1580—1583 - Эрнст фон Менгенсдорф 1583—1591 - Нейдхардт фон Тюнген 1591—1598 - Иоганн Филипп фон Гебзаттель 1599—1609 - Иоганн Готфрид фон Ашхаузен 1609—1622 (епископ Вюрцбурга 1617—1622) - Иоганн Георг II Фукс фон Дорнхайм 1623—1633 - Франц фон Хацфельд 1633—1642 (епископ Вюрцбурга 1631—1642) - Мельхиор Отто Фойт фон Зальцбург 1642—1653 - Филипп Валентин Фойт фон Ринек 1653—1672 - Петер Филипп фон Дернбах 1672—1683 - Марквард Себастьян Шенк фон Штауффенберг 1683—1693 - Лотар Франц фон Шёнборн 1693—1729 - Фридрих Карл фон Шёнборн-Буххайм 1729—1746 - Иоганн Филипп Антон фон Франкенштайн 1746—1753 - Франц Конрад фон Штадион 1753—1757 - Адам Фридрих фон Зайнсхайм 1757—1779 - Франц Людвиг фон Эрталь 1779—1795 - Кристоф Франц фон Бузек 1795-1802 |  |

### 1805 — по настоящее время
- Георг Карл Игнац фон Фехенбах цу Лауденбах (18.09.1805 — 9.04.1808)
- Иосиф фон Штубенберг (5.02.1818 — 29.01.1824)
- Иосиф Мария Иоганн Непомук фон Фраунберг (4.03.1824 — 17.01.1842)
- Бонифац Каспар фон Урбан (24.02.1842 — 9.01.1858)
- Михаэль фон Дайнляйн (17.01.1858 — 4.01.1875)
- Фридрих фон Шрайбер (31.05.1875 — 23.05.1890)
- Иосиф фон Шорк (26.08.1890 — 25.01.1905)
- Фридрих Филипп фон Аберт (30.01.1905 — 23.04.1912)
- Иоганн Якоб фон Хаук (4.05.1912 — 23.01.1943)
- Йозеф Отто Кольб (24.01.1943 — 29.03.1955)
- Йозеф Шнайдер (16.05.1955 — 30.07.1976)
- Эльмар Мария Кредель (27.01.1977 — 31.03.1994)
- Карл Генрих Браун (25.03.1995 — 2.07.2001)
- Людвиг Шик (28.06.2002 — по настоящее время)

## Источник
- Annuario Pontificio, Ватикан, 2005
- Булла Dei ac Domini Nostri, Bullarii romani continuatio, XV, Roma 1853, стр. 17-31 Архивная копия от 15 декабря 2014 на Wayback Machine  (лат.)